# Gertrudenkapelle

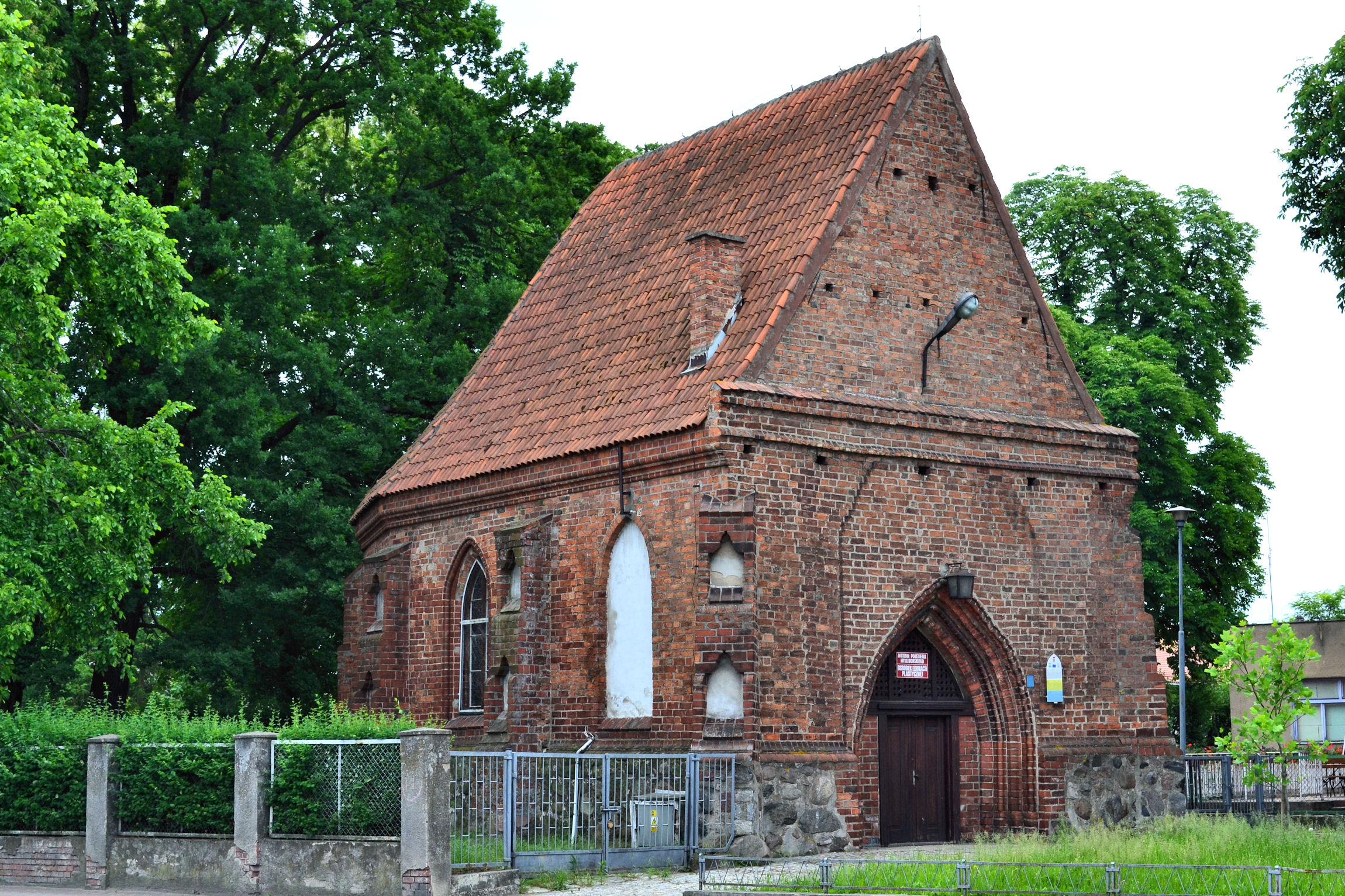
Gertrudenkapelle in Myślibórz (Soldin)

St.-Gertrud-Kapelle sind Kapellen, die der heiligen Gertrud von Nivelles geweiht sind oder waren. Diese gehörten meist zu Gertrudenhospitälern oder Gertrudenfriedhöfen.

## Geschichte
Die ersten bekannten Gertrudenkapellen in deutschsprachigen Territorien wurden im 12./13. Jahrhundert gebaut (Bamberg vor 1137).
Auf den Pestfriedhöfen, die in vielen Orten 1349/50 außerhalb der Stadtmauern neu eingerichtet worden waren, wurden einige Kapellen der heiligen Gertrud geweiht. Diese wurden danach weiter als Friedhofskapellen genutzt. Oft entstanden dort auch Gertrudenhospitäler für Reisende und auswärtige Arme. Um 1500 wurden einige Gertrudenkapellen von Territorialherren gestiftet, die von einer Pilgerfahrt aus dem Heilige Land zurückgekehrt waren. Diese waren dann achteckige Zentralbauten nach dem Vorbild des Heiligen Grabes in Jerusalem.
In den folgenden Jahrhunderten wurden  Gertrudenkapellen oft als Friedhofskapellen genutzt und kamen danach außer Gebrauch.
Einige mittelalterliche Gertraudenkapellen sind erhalten, besonders im Ostseeraum.

## Deutschland

### Bayern
- Gertraudenkapelle Bamberg
- Gertraudenkapelle Steinfeld, Unterfranken

### Brandenburg und Berlin
- Gertraudenkapelle Belzig, 15. Jahrhundert, erhalten.
- Gertraudenkapelle Berlin, nicht erhalten

### Hessen
- St.-Gertrudis-Kapelle Oberreifenberg, erhalten

### Mecklenburg-Vorpommern
- Gertrudenkapelle Gustrow, 15. Jahrhundert, erhalten, Barlach-Gedenkstätte
- Gertrudenkapelle Wolgast, 15. Jahrhundert, erhalten

### Niedersachsen
- Gertrudenkapelle Oldenburg, 13. Jahrhundert, erhalten
- Gertrudenkapelle Uelzen, 16. Jahrhundert, erhalten
- Gertrudenkapelle Horneburg, 14. oder 15. Jahrhundert, erhalten sind Reste von Fundamenten[1]

### Nordrhein-Westfalen
- Gertrudiskapelle Bonn, mittelalterlicher Bau zerstört, Nachfolgebau mit überführten Funden von Architektur und Ausstattung 2013 in der Inneren Nordstadt geweiht[2]
- Gertrudenkapelle (Büderich) Büderich, 1968 neu erbaut

### Rheinland-Pfalz
- Gertrudenkapelle Rheinbrohl

### Sachsen-Anhalt
- St. Gertraud Halle
- Gertraudenkapelle Salzwedel

### Schleswig-Holstein und Hamburg
- St.-Gertrud-Kapelle Hamburg, 14. Jahrhundert, nicht erhalten[3]
- St.-Gertrud-Kapelle Lübeck, 14. Jahrhundert, nicht erhalten.[4]

## Italien
Südtirol
- St.-Gertraud-Kapelle in Bozen, Oberau-Haslach

## Österreich
- Gertraudenkapelle (Salzburg)
- Pfarrkirche Sistrans

## Polen
Ehemalige Neumark (Brandenburg)
- Kaplica św. Gertrudy/Gertrudenkapelle in Chojna (deutsch Königsberg in der Neumark), Ruine und Gedenkstätte
- Kaplica św. Gertrudy/St. Gertrauds-Kapelle, in Myślibórz (deutsch Soldin), 15. Jahrhundert, erhalten[5][6]

Hinterpommern
- Św. Gertrudy in Darłowo (deutsch Rügenwalde)
- Kaplica św. Gertrudy/Gertraudenkapelle in Koszalin (deutsch Köslin)
- Kaplica św. Gertrudy/St.-Gertruds-Kapelle in Trzebiatów (deutsch Treptow an der Rega)